# Svarande
Svarande är den part mot vilken civilrättslig talan väcks i domstol.
Den part som väcker detta åtal kallas kärande. Den skrivelse som en svarande skickar till rätten, efter att ha tagit del av käromålet, kallas svaromål. Svarande är den som i ett tvistemål krävs på något t.ex. att betala en skuld eller att göra något som uttalats.